# Tato
O tato ou tacto é um dos cinco sentidos clássicos propostos por Aristóteles, porém os especialistas o dividem em quatro outros sentidos: sistema somatossensorial (identificação de texturas), propriocepção ou cinestesia (reconhecimento da localização espacial do corpo), termocepção (percepção da temperatura) e nocicepção (percepção da dor). Geralmente associado apenas com a pele, na verdade inclui vários órgãos diferentes como o labirinto e medulas.

## Outras possíveis subdivisões
Discute-se ainda o fato de existirem receptores nervosos diferenciados para pressão ligeira e intensa para pressão breve e permanente e também existem diferenças na percepção do calor e percepção do frio. A complexidade do estudo deste sentido aumenta se pensarmos que também existem receptores distintos que detectam a pressão visceral, como quando estamos de estômago cheio; ou receptores endócrinos que proporcionam a sensação de "tensão" - como quando apresentamos ansiedade ou se tomam substâncias como a cafeína. Assim, caso a definição seja baseada nos órgãos sensoriais, é possível subdividir o tato em até oito sentidos diferentes.

## Em cegos
Os cegos utilizam muito o tato  devido à falta da visão: usam, por exemplo, uma bengala que serve como extensão do braço; a leitura em Braille também usa este sentido. Um estudo que comparou desenhos feitos por cegos com os feitos por pessoas com visão normal, indicou que a percepção dos objetos através do tato permite uma leitura de mundo muito semelhante, excluindo apenas a cor e a distância. Pessoas com visão normal não conseguiram diferenciar desenhos feitos por cegos de desenhos feitos por videntes.
A semelhança dos desenhos é tão significativa que até mesmo testes psicológicos baseados no desenho (como o Procedimento de Desenhos-Estórias) pode ser eficazmente aplicado mesmo em cegos desde o nascimento.

## Em animais
O mesmo se passa com animais noturnos que, face à falta de luz, usam bigodes longos ou antenas desenvolvidos para detectar através do tato as propriedades do meio, por exemplo Gatos, Ratos e Toupeiras e entre outros.

## Sensores
Para  que nós sejamos capazes de obter as percepções táteis existem na pele uma série de terminações nervosas e corpúsculos. Eles são os chamados receptores táteis:
- Corpúsculo de Pacini - percepção da pressão;
- Corpúsculo de Meissner - percepção do tato leve. Quando passamos ligeiramente as mãos por uma superfície, são eles os responsáveis pelas sensações que experimentamos;
- Discos de Merkel - como os corpúsculos de Meissner, captam toques leves;
- Corpúsculo de Krause - percepção do frio;
- Corpúsculo de Ruffini - percepção do calor;
- Terminações nervosas livres (nociceptores) - terminações nervosas sensíveis aos estímulos mecânicos, térmicos e especialmente aos dolorosos. Não formam corpúsculos. É importante frisar que a dor que sentimos é sempre igual, podendo variar apenas em intensidade, logo a dor que sentimos ao quebrar um braço é igual a dor que sentimos quando recebemos um beliscão variando apenas na intensidade.

## Efeito psicológico
O contato físico carinhoso com alguém que gostamos gera desde a infância uma sensação de bem-estar, segurança e afeto em todos os mamíferos. Esse contato carinhoso é essencial para o desenvolvimento saudável de todos primatas, inclusive dos seres humanos, desde o aleitamento quando o tato é um dos sentidos mais desenvolvidos. Possui papel central na socialização de vários dos primatas e inúmeros estudos revelam como a privação desse contato causa prejuízos físicos e psicológicos mesmo em adultos.
Mesmo um breve contato físico é suficiente para alterar nossa relação com outra pessoa, para melhor ou para pior, e empresários tem usado diversas técnicas táteis há séculos para aumentar sua chance de sucesso com seus clientes. Um estudo verificou que um mero toque sutil de alguns segundos já é suficiente para aumentar a avaliação de satisfação do cliente e as gorjetas recebidas por garçons em aproximadamente 20%. E essa não é a única relação entre tato e dinheiro. Um outro estudo defende que tocar dinheiro aumenta a sensação de poder e assim diminui a percepção de dor.
Algumas psicoterapias foram focalizadas no contato físico e cinestésicas. Esse tipo de psicoterapia corporal tem entre seus objetivos relaxar o paciente, fazer ele entrar em contato com seu corpo, seus sentimentos e sensações e uma relação carinhosa com o terapeuta. Para a abordagem de Gerda Boyesen, o tato é uma forma de acessar o inconsciente e trabalhar sobre o ego do indivíduo. Porém, envolver o contato físico numa relação tão íntima potencializa também riscos de transferência e contratransferência inadequados e por isso exige um estabelecimento claro de limites desde a primeira sessão relembrando as regras sempre que necessário.